# Kailash Purryag
Rajkeswur Purryag, dit Kailash Purryag, né le 12 décembre 1947 à Camp Fouquereaux (Maurice britannique) et mort le 21 juin 2025 à Port-Louis (Maurice), est un homme d'État mauricien, président de la république de Maurice du 21 juillet 2012 au 29 mai 2015.

## Biographie
Homme politique, Kailash Purryag exerce des responsabilités ministérielles au sein de la Sécurité sociale, du ministère de la Santé, du ministère du Plan et du développement économique ainsi que dans celui des Affaires étrangères.
Vice-Premier ministre et ministre des Affaires étrangères de 1997 à 2000, il est ensuite président de l'Assemblée nationale de 2005 à 2012. 
Comme président de la République, il succède à Anerood Jugnauth, démissionnaire en mars 2012, et doit son élection par l'Assemblée nationale au Premier ministre, Navin Ramgoolam, qui propose sa candidature le 20 juillet 2012, alors que l'opposition boycotte la séance. Il prête serment le 21 juillet 2012.
Il démissionne le 29 mai 2015, à la suite d'un accord passé avec le Premier ministre, Anerood Jugnauth.
Avant les élections générales mauriciennes de 2024, il était censé être président de l'île Maurice, mais s'est rangé du côté de Pravind Jugnauth et comme Pravind a perdu les élections, un autre président, Dharam Gokhool, est élu.